# Impôt philosophiquement dédicacé
À la différence de l'impôt d'Église, en principe à la charge des seuls croyants et qui est directement ou indirectement prélevé par une Église, l’impôt philosophiquement dédicacé ne constitue pas une imposition complémentaire mais une technique d'affectation de l'impôt dû, soit proportionnelle à l'impôt individuel, soit en pourcentage du budget fiscal global de l'impôt sur les personnes physiques, au profit de finalités spécifiques, généralement au choix du contribuable entre plusieurs communautés croyantes et finalités caritatives.
Dans la formule d'impôt d'Église, le retrait d'un contribuable, lorsqu'il est possible, entraîne une diminution de sa charge financière ; dans la formule de l'impôt dédicacé ou affecté, le fait que le contribuable souhaite s'opposer au système n'entraîne aucune modification du montant de son impôt personnel.

## Description
En Italie, en Espagne, en Hongrie, et au Portugal, l'Impôt philosophiquement dédicacé a été progressivement adopté depuis les années 1980 pour financer le traitement des ministres des cultes, les frais d'entretien des édifices et les activités caritatives d'un ou plusieurs cultes reconnus.
Au Danemark, l'impôt d'Église permet de financer le seul culte d'État (l'Église évangélique luthérienne). En Allemagne, et dans certains cantons suisses, les impôts d’Église financent le traitement des ministres des cultes et les frais d'entretien des édifices des cultes reconnus.

## Débat sur l'instauration d'un impôt philosophiquement dédicacé en Belgique
En Belgique, plusieurs cultes (catholique, protestant, israélite, anglican, islamique, orthodoxe) et deux communautés philosophiques non confessionnelles (la laïcité organisée et le bouddhisme) bénéficient d'un financement public, se traduisant principalement par une prise en charge des traitements des ministres des cultes et des délégués des communautés non confessionnelles et une couverture des établissements chargés de la gestion des communautés locales (p. ex. les fabriques d'églises catholiques). D'après les travaux de Jean-François Husson (2010)[réf. souhaitée], 81,8 % des moyens étaient affectés en 2009 au culte catholique (contre 88,7 % en 2000-2001).
Les milieux laïques ont, dans les années 1990, été porteurs de la revendication d'un impôt philosophiquement dédicacé afin de réduire la part ainsi obtenue par le culte catholique, considérée comme excessive en regard du déclin de la pratique. Le conseil central laïque a toutefois abandonné cette piste depuis le début des années 2000, considérant qu'elle présentait divers problèmes, notamment en matière de confidentialité. Depuis, deux groupes d'experts (la « Commission des sages » en 2005-2006 et le « Groupe technique » en 2009-2010) ont proposé des pistes de réforme du système mais écartant la piste de l'impôt philosophiquement dédicacé.
Toutefois, la proposition a été remise à l'agenda politique par les partis libéraux, francophones et néerlandophones. Lors d'un débat organisé par le Centre interuniversitaire de formation permanente à Charleroi le 28 mars 2011, le député Denis Ducarme du Mouvement réformateur s'est toutefois retrouvé isolé, les autres partis politiques (Parti socialiste, Centre démocrate humaniste et Ecolo), les cultes et les communautés non-confessionnelles étant très réservés, voire opposés, à une telle orientation.
Parmi les éléments du débat figurent d'abord la question de base qui est de savoir si c'est une partie de l'impôt de chacun qui serait affectée à tel ou tel culte ou communauté (le montant reçu par ces derniers étant alors fonction du niveau de revenu du contribuable) ou si l'expression de chaque contribuable aurait le même poids dans la répartition d'une enveloppe globale (système davantage proche du système italien). D'autres questions portent notamment la question du respect de la vie privée et de la confidentialité des choix de chacun, la liste des bénéficiaires potentiels, le sort des abstentions et la possibilité d'affectation alternative, etc.
D'autres affectations fiscales soulèvent également chez certains des problèmes de conscience (armée, nucléaire, avortement, bioéthique, etc.) La jurisprudence européenne refuse jusqu'à présent ce type d'exception de conscience fiscale, en invoquant le principe de la globalité de l'impôt et du budget des États. Ce principe est d'ailleurs explicite dans plusieurs législations nationales.

## Parodie des religions

### Le temple satanique
Cette organisation nommée Le temple satanique a obtenu de l'administration fiscale américaine (IRS) une reconnaissance et des droits officiels (exemption, etc.),.

### Pastafarisme
Le Pastafarisme est originellement une religion parodique et un mouvement social qui s'oppose à l'enseignement du créationnisme dans les écoles publiques. Il est aussi utilisé pour critiquer les impôts, exonérations, taxes, avantages et privilèges religieux.

### Zuisme islandais
L'Association de foi du zuisme (Zuism trúfélag) a été fondée en Islande en 2010 par Ólafur Helgi Þorgrímsson et enregistrée par l'État en 2013. En Islande, tout citoyen doit payer annuellement une taxe religieuse, la sóknargjald, qu'il soit croyant ou non. Certaines personnes désapprouvant ce système, guidées par Ísak Andri Ólafsson, ont pris le contrôle de l'organisation en 2015 dans un but de résistance fiscale : la part de la taxe religieuse reversée au mouvement par le gouvernement est alors redistribuée à chacun des adeptes, qui trouvent ainsi un moyen de s'affranchir de cet impôt,.
La Zuism trúfélag de Ísak Andri Ólafsson entend ainsi lutter contre la levée d'une taxe religieuse en Islande ainsi que la tenue d'un registre national de la religion des Islandais,. Cette protestation s'inscrit dans un mouvement plus large demandant la séparation de l'Église et de l'État. La Zuism trúfélag ayant été utiliséé pour des motifs fiscaux clairement affichés et non pour des motifs religieux, des élus islandais ont demandé son retrait du registre officiel des religions reconnues en Islande. Un porte-parole de la Zuism trúfélag répond néanmoins à cette demande que l'on ne peut définir précisément la nature religieuse d'une organisation et que l'on ne peut mesurer la sincérité de la croyance religieuse.
Au 1er janvier 2015, la religion ne compte que 4 adeptes déclarés, mais leur nombre croît très rapidement durant quelques semaines fin 2015 au point d'atteindre 3 000 à 3 500 adeptes, soit 1 % de la population islandaise, en décembre 2015,,,. La majorité d'entre eux sont jeunes, connectés à Internet et déjà désaffiliés du christianisme.